# Wordle
Wordle är ett webbläsarbaserat ordspel, utvecklat av Josh Wardle. Spelaren har sex försök på sig att gissa ett fem bokstäver långt ord. För varje gissning får spelaren feedback i form av en färgad ruta, baserat på om bokstaven är på rätt plats, med i ordet men på fel plats, eller inte med alls. 
Wardle skapade ursprungligen spelet för sig själv och sin partner att spela tillsammans, och släppte det offentligt oktober 2021. Spelet fick större uppmärksamhet i december samma år, när funktionen att dela sitt resultat sammanfattat i emoji-rutor, som sedan delades i stor utsträckning på Twitter. Spelet köptes januari 2022 av The New York Times för ett sjusiffrigt belopp i dollar. Med målet behålla spelet gratis för alla spelare, så flyttades det under februari till tidningens egen webbplats. 

## Gameplay
Varje dag väljs ett nytt ord på fem bokstäver som spelaren ska gissa på sex försök. Ordet som väljs ut är samma för alla i hela världen. Efter varje gissning, markeras varje bokstav i grått, gult, eller grönt. Grått innebär att bokstaven inte är med i svaret alls, gul att det är med men på fel plats, och grön innebär att bokstaven är med på rätt plats. Samma bokstav kan förekomma flera gånger, men vid en gissning så kommer bara den första förekomsten av en bokstav bli grön eller gul, om svaret bara innehåller en av den bokstaven. Spelet har också ett extra svårt läge, där alla bokstäver som markeras som gröna eller gula måste användas på efterföljande gissningar. 
Spelet liknar till uppbyggnad det gamla brädspelet Mastermind från 1970, där en spelare gissar en rad av färger som en annan spelare byggt. Wordle har även liknats vid programmet Lingo och spelet Jotto, som även dessa varit mer fokuserade på ord än färger. 

## Varianter och kopior
Efter Wordles stigande popularitet dök ett antal varianter och kopior upp på nätet. Utöver flera spel som bara bytt språk, exempelvis Ordlig på svenska, så finns det ett antal spel på samma idé men andra teman. Nerdle där man gissar på matematiska beräkningar, Dordle där man gissar på flera ord samtidigt, Worldle där man gissar länder, Primel där man gissar på primtal, och Absurdle där algoritmen arbetar emot spelaren.